# جوش شفارتز
جوش شفارتز (بالإنجليزية: Josh Schwartz) (و. 1976  م) هو مخرج تلفزيوني، وكاتب سيناريو، وكاتب أمريكي، ولد في بروفيدنس، رود آيلاند.

## التعليم
تعلم في جامعة كاليفورنيا الجنوبية، وكلية جامعة جنوب كاليفورنيا للفنون السينمائية ‏.

## أعمال بارزة
من أهم أعماله:
- تشاك.

## وصلات خارجية
- جوش شفارتز على موقع IMDb (الإنجليزية)
- جوش شفارتز على موقع ميتاكريتيك (الإنجليزية)
- جوش شفارتز على موقع روتن توميتوز (الإنجليزية)
- جوش شفارتز على موقع ألو سيني (الفرنسية)
- جوش شفارتز على موقع تيرنر كلاسيك موفيز (الإنجليزية)
- جوش شفارتز على موقع أول موفي (الإنجليزية)
- جوش شفارتز على موقع بوكس أوفيس موجو (الإنجليزية)
- جوش شفارتز على موقع قاعدة بيانات الأفلام السويدية (السويدية)
- جوش شفارتز على موقع إن إن دي بي (الإنجليزية)
- جوش شفارتز على موقع قاعدة بيانات الفيلم (الإنجليزية)